# سزای کاراکوچ
سزای کاراکوچ (ترکی استانبولی: Sezai Karakoç) (زاده ۱۹۳۳ ژانویه ۲۲ در ارگانی، استان دیاربکر) نویسنده، متفکر، رهبر جامعه و شاعر اهل ترکیه است.

## زندگی‌نامه
او از دانشکده علوم سیاسی دانشگاه آنکارا فارغ‌التحصیل شد و برای سالهای سال در بخش مالی مشغول به کار بود. او یکی از پیشگامان ادبیات ترکیه است که پلی میان اعتقادات سنتی اسلامی و تکنیک‌های شعر مدرن برقرار کرد.
او سه عنصر اساسی برای یک شاعر قائل است. این سه عنصر عبارتند از: شاعر باید خودش باشد. برای اینکه خودش شود باید تبدیل شود. عنصر دوم: شاعر باید خودمحور باشد. شاعر باید هنر خود را دوست داشته باشد در حالی که از طریق آن تبدیل می‌شود. ثالثاً برای اینکه خودمحور باشد، باید شادی را احساس کند. این شادی نه از زندگی کردن بلکه از اجازهٔ زندگی کردن می‌آید.

## کتابشناسی
- " Körfez" (خلیج، ۱۹۵۹)
- " Sesler " (صداها، ۱۹۶۸)
- " Zamana Adanmış Sözler " (واژه‌های اختصاص‌یافته به زمان، ۱۹۷۰)
- " Ayinler" (ادای احترام، ۱۹۷۷)

### ترجمه‌شده به فارسی
- چهل ساعت با خضر (ترجمهٔ عطا ابراهیمی‌راد - انتشارات نشر ثالث - سال ۱۳۹۳ - ترجمه‌ای از (Hızırla kırk saat (۱۹۶۷.)